# Trenord
Trenord est une compagnie ferroviaire italienne qui est le principal opérateur spécialisé dans le transport régional et local de voyageurs, principalement en Lombardie. Elle est détenue à parts égales par la compagnie nationale italienne Trenitalia et le groupe public lombard Ferrovie Nord Milano (FNM).
Les principaux services sont les trains régionaux : 
- Regionale (R) et Regionale Veloce (RV),
- Service ferroviaire suburbain de Milan (S),
- Malpensa Express entre Milan et l'aéroport international de Malpensa, Terminal 1 & 2.

## Historique

### Trenitalia-LeNord (2009-2011)
Dans le cadre d'accords entre le gouvernement italien et les élus de la Lombardie, pour permettre l'amélioration et le développement du service ferroviaire, la compagnie publique historique italienne Trenitalia et le groupe public régional Ferrovie Nord Milano (FNM) s'unissent pour créer la coentreprise Trenitalia-LeNord (TLN) le 4 août 2009. Diverses étapes sont prévues avant d'arriver à la création d'un véritable opérateur ferroviaire autonome.

### Trenord (2011-...)
Le 3 mai 2011, Trenitalia et Ferrovie Nord Milano (FNM) renomment Trenitalia-LeNord en « Trenord », une Société à responsabilité limitée (Srl) qu'ils contrôlent à égalité avec 50% chacun.
Depuis le 10 juin 2011, la compagnie possède 50 % de la société de chemin de fer italo-suisse TiLo fondée en 2004, une coentreprise entre l'opérateur historique italien Trenitalia du groupe Ferrovie dello Stato (FS) et les Chemins de fer fédéraux suisses (SBB-CFF-FFS).

## Services

### Lignes régionales

#### Service régional R
Ces relations desservent toutes les gares situées hors de la zone suburbaine de Milan. Elles sont parcourues par des trains, cadencées toutes les 60 ou 120 minutes. La plage horaire va généralement de 6.00 à 21.30 heures.
Liste des relations en 2013.
- 1 : Milan - Novare - Vercelli
- 2 : Saronno - Seregno - Milan - Albairate
- 5 : Milan - Gallarate - Luino
- 8 : Milan - Monza - Molteno - Lecco
- 9 : Colico - Chiavenna
- 10 : Molteno - Como - Lecco
- 11 : Lecco - Bergame - Brescia
- 12 : Milan - Bergame
- 13 : Seregno -  Carnate-Usmate
- 14 : Bergamo - Treviglio
- 16 : Milan - Treviglio - Cremona
- 18 : Brescia - Piadena - Parme
- 19 : Brescia - Cremona
- 21 : Milan - Codogno - Piacenza
- 23 : Milan - Pavie - Piacenza - Stradella
- 24 : Pavie - Casalpusterlengo - Codogno
- 25 : Milan - Mortara - Alexandrie
- 26 : Alexandrie - Mortara - Novare - Luino
- 27 : Alexandrie - Torreberetti - Pavie
- 28 : Vercelli - Pavie - Mortara
- 29 : Voghera - Broni - Piacenza
- 32 : Milan - Saronno - Novare
- 33 : Milan - Seveso - Ace
- 33 : Milan - Seveso - Mariano
- 35 : Milan-Centrale - Malpensa
- 35 : Milan-Cadorna - Malpensa
- 36 : Milan - Saronno - Lodi
- 37 : Milan - Milan-Rogoredo - Bovisa
- 39 : Lecco - Carnate-Usmate - Milan
- 40 : Treviglio - Varese

#### Service régional RV (ou RE)
Ces relations desservent seulement les « grandes gares ». Elles sont parcourues par des trains, cadencées toutes les 60 ou 120 minutes. La plage horaire est généralement de 5 h 30 à 22 h 30. Liste des liaisons en 2013 :
- 3 : Milan - Arona - Domodossola
- 4 : Milan - Varese - Port-Ceresio
- 6 : Milan - Corno - Chiasso
- 7 : Milan - Sondrio - Tirano
- 15 : Milan - Bergamo - Treviglio
- 17 : Milan - Brescia - Verone
- 20 : Milan - Codogno - Cremona - Mantoue
- 22 : Milan - Pavie - Voghera - Tortona
- 30 : Milan - Saronno - Varèse - Laveno
- 31 : Como - Milan - Saronno
- 34 : Brescia - Iseo - - Edolo

#### Lignes transfrontalières
- RE : Milan Centrale - Chiasso - Lugano - Cadenazzo - Locarno
- S50 : Malpensa Terminal 2 - Mendrisio - Biasca
- S40 : Como - Chiasso - Varese

### Lignes suburbaines de Milan
Le service ferroviaire suburbain de Milan concerne 12 lignes : S1, S2, S3, S4, S5, S6, S7, S8, S9, S11, S12 et S13. Il s'agit d'un réseau de type train de banlieue qui rayonne à partir du centre de Milan sur une distance de plus de 30 kilomètres. Cadencé à un train toutes les 30 minutes, pendant la journée, tous les jours et toute l'année.

### Passante ferroviaire de Milan
Service de type urbain, utilisable avec les tickets des autres transports de cette zone, il concerne les trains des lignes S qui traversent le centre-ville par la ligne souterraine Passante ferroviaire de Milan. Cadencée à un train toutes les 6 minutes, elle concerne les lignes S1, S2, S5, S6, S13 et S14. Ses gares permettent des correspondances avec les autres transports en commun de la ville et notamment le métro et le tramway.

### Ligne aéroport Milan-MalpensaMalpensa Express
Le Malpensa Express relie les principales gares de Milan, Milan-Cadorna, Milan-Centrale et Milan-Porta Garibaldi, avec les gares de l'aéroport international de Malpensa Terminal 1 et 2. Le Malpensa Express, géré par la compagnie régionale Trenord, assure 146 trajets quotidiens entre 4h27 et 0h20, desservant 10 stations le long de la ligne de 45 km. Le trajet dure 51 minutes,.

## Matériel roulant
Lors de la création de la société le parc comportait 1 850 unités composé de locomotives diesels et électriques, d'automotrices électriques, de voitures et wagons. Depuis, l'entreprise a investi dans de nouveaux matériels.

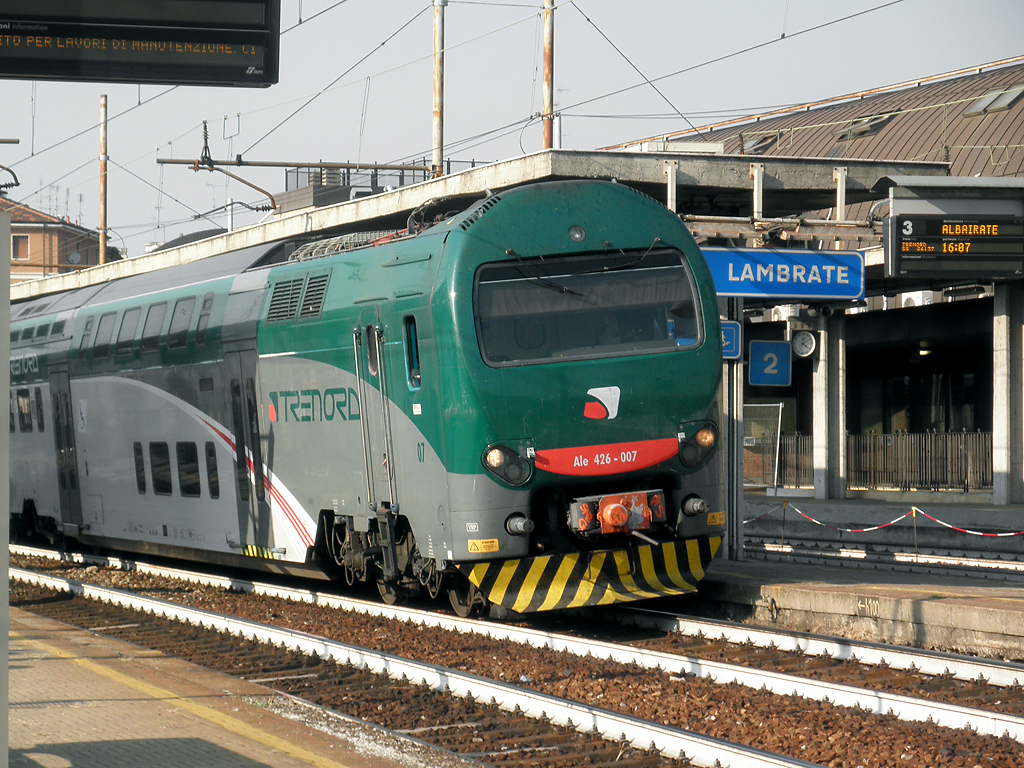
TAF Ale 426 en livrée Trenord sur la ligne S9 en 2011.

En 2024, le parc comporte notamment :
- Locomotive électrique : FS E.464[11].
- Locomotive Diesel : D.445[11]
- Rame automotrice : ATR 220 (Pesa), ATR 115 et ATR 220 (Stadler), Fiat ALn 668[12]. ATR 803, appelé aussi Colleoni (Stadler Rail), 50 trains hybrides (diesels-électriques avec batteries de puissance)[13].
- Rames électriques (ETR) - Elettrotreni[14] : 
  - Treno Alta Frequentazione (TAF) : EB 760, EB 990, EB 990, EA 761 - ALe506, Le 736, Le 736, ALe426
  - EA750, EB950, EB950, EB850
  - ALe 582, Le 884, Le 763, ALe 562
  - EB 930, EB 940, EB 800
  - ETR 150 (FLIRT)
  - ETR 245 (CSA)
  - TSR Ale 711 Ale 710

Le 26 novembre 2020, la compagnie a commandé à Alstom, six automotrices Coradia Stream à Hydrogène avec une option pour huit automotrices supplémentaires. Ces machines remplaceront dès 2023, les anciens autorails Fiat Ain 668. Elles utilisent la même technologie que les Coradia iLint mais seront construites sur le site d'Alstom à Savillan en Italie.